# La verità (novella)
La verità è una novella di Luigi Pirandello scritta in lingua siciliana nel 1912, contenuta nella raccolta Novelle per un anno.

## Trama
La novella narra della vicenda di Saru Argentu, chiamato con il suo soprannome Tararà, accusato di aver ucciso sua moglie per adulterio. Tararà è un povero garzone analfabeta che più volte durante il processo suscita l'ironia della corte per la sua ignoranza e la sua semplicità. Tararà è sottoposto a giudizio e alla fine confessa di aver ucciso la moglie perché venne a sapere da un uomo che lei andava a letto con il cavalier Fiorìca. Nella sua ingenuità di uomo semplice, Tararà spiega che non ha compiuto il delitto per il tradimento in sé, che addirittura giustifica, bensì a causa dello scandalo voluto dalla moglie del cavaliere che ha reso pubblico ciò che sarebbe dovuto rimanere confinato nelle mura domestiche. Per questo, per salvaguardare l'onore suo e della famiglia, è stato costretto ad assassinare la sua sposa con un'accetta.
Inizialmente l'avvocato fa intendere a Tararà che questo genere di cause sono benevole per l'imputato poiché il delitto d'onore è ammesso dal codice. Dopo la sua bizzarra e sincera confessione in aula, però, il giudice condanna Tararà a tredici anni di reclusione.

## Edizioni
- Luigi Pirandello, Novelle per un anno, Prefazione di Corrado Alvaro, Mondadori 1956-1987, 2 volumi. 0001690-7
- Luigi Pirandello, Novelle per un anno, a cura di Mario Costanzo, Prefazione di Giovanni Macchia, I Meridiani, 2 volumi, Arnoldo Mondadori, Milano 1987 EAN: 9788804211921
- Luigi Pirandello, Tutte le novelle, a cura di Lucio Lugnani, Classici Moderni BUR, Milano 2007, 3 volumi.
- Luigi Pirandello, Novelle per un anno, a cura di S. Campailla, Newton Compton, Grandi tascabili economici.I mammut, Roma 2011 Isbn 9788854136601
- Luigi Pirandello, Novelle per un anno, a cura di Pietro Gibellini, Giunti, Firenze 1994, voll. 3.